# Clement Hoffman Stevens
Clement Hoffman Stevens (14 août 1821 - 25 juillet 1864) est un brigadier général de l'armée des États confédérés au cours de la guerre de Sécession (guerre civile). Il conçoit et construit la batterie blindée sur l'Île Morris, à l'embouchure du port de Charleston qui est utilisée lors du bombardement de fort Sumter à l'éclatement de la guerre de Sécession. Il est tué au combat lors de la bataille de Peachtree Creek au cours de la campagne d'Atlanta.

## Avant la guerre
Clement H. Stevens naît le 14 août 1821 à Norwich dans le Connecticut. Il est le fils d'un officier de la marine du Sud, Clement W. Stevens, et de sa femme qui est originaire de la Caroline du Sud, Sarah J. Feyssoux,. La famille déménage en Floride, quand Clement est jeune et part ensuite à Pendleton, en Caroline du Sud en 1836 lors du déclenchement des troubles avec les indiens.
Stevens sert pendant plusieurs années en mer en tant que secrétaire de deux membres de sa famille qui sont officiers de la Marine des États-Unis, le commodore (plus tard, contre-amiral) William Shubrick et le commodore William Bee. Stevens épouse une sœur des futurs brigadiers généraux confédérés Barnard Bee et Hamilton Bee, ses cousins. 
En 1842, il est caissier d'une banque à Charleston, en Caroline du Sud, la Planters and Mechanics Bank. Il devient également un expert en munitions. En décembre 1860, lorsque la Caroline du Sud fait sécession de l'Union, Stevens est également membre d'une compagnie de construction de chemin de fer.

## Guerre de Sécession
Clement H. Stevens devient colonel de la milice de Caroline du Sud avant le début de la guerre de Sécession. En avril 1861, il devient un colonel de l'armée des États Confédérés et aide-de-camp lorsque les troupes de l'État est placé sous le commandement du gouvernement confédéré. Il conçoit et construit, après avoir présenté son projet au général David Jamison, secrétaire à la Guerre, la batterie blindée sur l'Île Morris pour l'attaque du fort Sumter dans le port de Charleston,. Il met aussi au point un four à pain portable que ses hommes utilisent pendant la guerre.
Stevens devient aide de camp de son beau-frère, le brigadier général Barnard Bee, entre avril 1861 et le 21 juillet 1861 lorsque Bee est tué au combat lors de la première bataille de Bull Run peu après avoir donné le surnom de « Stonewall » au brigadier général Thomas J. Jackson. Stevens est également blessé lors de la bataille.
Après avoir récupéré, Stevens prend le commandement  d'un régiment de la milice de la Caroline du Sud. Le 1er avril 1862, Stevens est nommé colonel du 24th South Carolina Infantry. Stevens combat lors de la bataille de Secessionville et son régiment aide à repousser une attaque de l'armée de l'Union le 16 juin 1862. Il est envoyé avec son régiment dans le Mississippi et participe à la campagne de Vicksburg, dans la brigade du brigadier général States Rights Gist au cours des efforts infructueux du général Joseph E. Johnston pour soulager la ville assiégée. Gist loue les « nerfs d'acier » de Stevens. Plus tard, avec l'armée du Tennessee, Stevens est blessé lors de la bataille de Chickamauga le 20 septembre 1863. Sa performance suscite des éloges dans les comptes-rendus de l'action.
Clement Hoffman Stevens est promu brigadier général, C.S.A., le 20 janvier 1864. Bien que qu'il n'ait pas complètement récupéré de ses blessures de Chickamauga, il commande une brigade de la division du major général W. H. T. Walker du Ie corps de l'armée du Tennessee de février au 20 juillet 1864. Lorsqu'il prend le commandement de la brigade de Wilson, il n'est pas satisfait, écrivant 

« Ma brigade actuelle est de très mauvaise qualité. D'abord, parce qu'elle très petite et ensuite parce que deux de ses commandements le 66th Geo[rgia] Regt et le 26th Geo[rgia] Batt[alion] ont un état physique si mauvais qu'ils fondront avant la fin d'une semaine de marche. »

Particulière strict sur la discipline, il acquiert l'estime de ses officiers, et les opinions de ses soldats son plus variés, étant qualifié par certains de « crétin » et d'autres louant sa compétence.
Lors de la bataille de Peachtree Creek au cours de la campagne d'Atlanta le 20 juillet 1864, Stevens reçoit une balle dans la tête et est mortellement blessé tout en menant un assaut frontal, tard dans la soirée. Walker est également tué au combat à Atlanta deux jours plus tard, le 22 juillet 1864.

## Conséquences
Clement H. Stevens meurt à Atlanta, en Géorgie, le 25 juillet 1864, cinq jours après avoir été mortellement blessé au cours de la bataille. Au moment de sa mort, Stevens avait le surnom de « Rock ». Clement Hoffman Stevens est enterré dans le cimetière de église épiscopale de Saint Paul, à Pendleton, en Caroline du Sud.

## Mémoire
Une statue à son effigie est installée à Pendleton, sur l'East Queen Street, en 2000, par les United Daughters of the Confederacy.